# Joannes Sebastianus Jansen

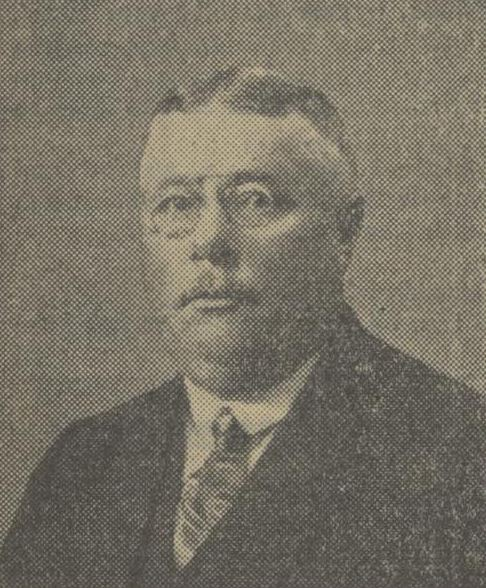
J.S. Jansen

Joannes Sebastianus Jansen (Huisseling, 29 februari 1868 - Oldenzaal, 11 juli 1929) was een Nederlands bestuurder. Hij was van 1921 tot zijn dood in 1929 burgemeester van Weerselo. Alvorens Jansen burgemeester werd was hij onder andere rentmeester in diverse Gelderse gemeentes.